# Kanton Albi-Nord-Est
Kanton Albi-Nord-Est (francouzsky Canton d'Albi-Nord-Est) je francouzský kanton v departementu Tarn v regionu Midi-Pyrénées. Tvoří ho čtyři obce.

## Obce kantonu
- Albi (severovýchodní část)
- Arthès
- Le Garric
- Lescure-d'Albigeois